# Siniperca
Siniperca es un género de peces de la familia Sinipercidae. Fue descrito por Theodore Gill en 1862.

## Especies
- Siniperca chuatsi (Basilewsky, 1855)
- Siniperca fortis (S. Y. Lin, 1932)
- Siniperca kneri Garman, 1912
- Siniperca liuzhouensis C. W. Zhou, X. Y. Kong y S. R. Zhu, 1987
- Siniperca loona H. W. Wu, 1939 [6]
- Siniperca obscura Nichols, 1930
- Siniperca roulei H. W. Wu, 1930
- Siniperca scherzeri Steindachner, 1892
- Siniperca undulata P. W. Fang y L. T. Chong, 1932
- Siniperca vietnamensis Đ. Y. Mai, 1978